# Liniewko Kościerskie
Liniewko Kościerskie [pronunciación en polaco: /liˈɲɛfkɔ kɔɕˈt͡ɕɛrskʲɛ/] es un pueblo ubicado en el municipio (gmina) de Nowa Karczma, en el distrito de Kościerzyna, voivodato de Pomerania, Polonia. Según el censo de 2021, tiene una población de 224 habitantes.
Está situada aproximadamente a 4 kilómetros al suroeste de Nowa Karczma, a 13 kilómetros al este de Kościerzyna, y a 42 kilómetros al suroeste de la capital regional, Gdańsk.